# 刘明夫
刘明夫（1915年11月12日—1996年12月4日），曾用名宜湘。湖南宁乡人，中华人民共和国政治人物。
1937年毕业于复旦大学，曾任延安马列学院政治经济研究室副主任。此后赶赴东北，历任齐齐哈尔三区代区长、哈尔滨市副市长、东北人民政府计委副秘书长、贸易部代部长。1952年，调国家计划委员会工作，1956年，任国家计划委员会副主任。1978年，调任中国社会科学院财贸经济研究所所长，撰有《抗战中的中国经济》。